# Adelius stenoculus
Adelius stenoculus är en stekelart som beskrevs av De Saeger 1944. Adelius stenoculus ingår i släktet Adelius och familjen bracksteklar. Inga underarter finns listade i Catalogue of Life.